# Karl Christian Tadey
Karl Christian Tadey (* 4. Oktober 1802 in Schleswig; † 9. Dezember 1841 in Friedrichstadt) war ein schleswig-holsteinischer Pädagoge und evangelisch-lutherischer Pastor.

## Leben
Karl Christian Tadey wurde 1802 als Sohn des Stuckateurs Francesco Antonio Tadey in Schleswig geboren. Er studierte Theologie an den Universitäten in Kiel und Jena und bestand 1824 sein Examen. Tadey war zunächst Mitarbeiter am Erziehungsinstitut für Knaben in Nienstedten, wurde 1826 dann Prädikant in der Gemeinde Horst und ab 1827 für rund dreizehn Jahre Rektor an der Stadtschule in Friedrichstadt. In Anerkennung seiner literarischen Verdienste wurde er 1838 von der Kieler Universität zum Doktor der Philosophie promoviert. 1841 wurde er nur wenige Monate vor seinem Tod, obwohl bereits stark gesundheitlich beeinträchtigt, Nachfolger seines im Jahr zuvor verstorbenen Freundes Johann Christoph Biernatzki als Pastor der dortigen evangelisch-lutherischen Gemeinde.
Tadey beschäftigte sich während seiner Zeit als Rektor in Friedrichstadt mit pädagogischen Fragen seines Alltags, mit der Reform des Schulwesens und insbesondere mit der Einrichtung höherer Bürgerschulen, und veröffentlichte in diesem Zusammenhang mehrere Schriften. Er gab des Weiteren in seinen letzten beiden Lebensjahren zusammen mit Carl Nicolaus Kähler das Schleswig-Holsteinische Schulblatt heraus und verfasste eigene Aufsätze für die Zeitschrift, die dazu beitrugen, dass er über seine Heimat hinaus bekannt wurde.

## Schriften
- Ueber die Bestimmung und Einrichtung der allgemeinen Stadtschule. Friedrichstadt 1828; OCLC 783410695.
- Uebungen der lateinischen Declinationen in deutschen Beispielen, als Vorschule zu Bröders Uebungen der lat. Konjugationen etc., ein Hülfsbuch für der ersten Unterricht im Lateinischen. Schleswig 1831; OCLC 783228536.
- Über die Anlegung höherer Bürgerschulen in Schleswig-Holstein. Koch, Schleswig 1832; OCLC 249018801.
- Die höhere Bürgerschule, mit besonderer Berücksichtigung der Herzogthümer Schleswig-Holstein. Koch, Schleswig 1836; OCLC 951384333 Digitalisat
- Verhandlungen der Provinzialstände-Versammlungen zu Roeskilde, Wiborg, Schleswig, die Errichtung höherer Bürgerschulen betreffend. Koch, Schleswig 1837; opac.bbf.dipf.de (PDF; 3,6 MB).